# Mart Laar
Mart Laar   (Viljandi, 22 d'abril de 1960) és un polític d'Estònia i d'historiador. Va exercir com a Primer Ministre d'Estònia de 1992 a 1994 i de 1999 a 2002. A Laar se li atribueix el mèrit d'haver ajudat a aconseguir el ràpid desenvolupament econòmic d'Estònia durant la dècada de 1990. És membre del partit de centredreta Isamaa. Ha ocupat el càrrec de Primer Ministre d'Estònia dues vegades (1992-1994 i 1999-2002). és un polític i historiador estonià. L'abril de 2013, Riigikogu va nomenar Laar president del consell supervisor del Banc d'Estònia, i el seu mandat va començar el 12 de juny de 2013.

## Biografia
Laar es va graduar a la Universitat de Tartu el 1983, va obtenir un doctorat a la mateixa universitat el 1995. Autor de diversos tractats sobre la història d'Estònia i Rússia, ha ensenyat la història de Tallinn i va ser president del Consell de la fundació històrica per Patriomoni Estònia, la Societat per la Protecció de la història d'Estònia i l'Associació Estoniana d'Estudiants Universitaris. La seva major influència va ser la Guerra en els Boscos: La Lluita d'Estònia per la supervivència, 1944-1956, publicat en anglès el 1992 i dedicada als "germans del bosc", els partidaris de la resistència anti-soviètica.

## Carrera política
El 21 d'octubre de 1992, els membres del partit conservador Unió Pro Pàtria van per al Riigikogu (Parlament estonià) primer ministre d'Estònia. El seu govern va ser el primer executiu després de la fase de transició després de la recuperació de la independència del país. Aquest primer gabinet va caure el 1994 després d'un escàndol financer. En només dos anys, de 1992 a 1994, el govern estonià radicalment reformador de Mart Laar va ser el primer a Europa a introduir l' impost únic, va privatitzar la major part de la indústria nacional en licitacions públiques transparents, va abolir els aranzels i les subvencions, va estabilitzar l'economia i va equilibrar el pressupost.
A causa de diversos escàndols, Laar va ser derrotat el 1994 per un vot de censura, quan alguns membres de la coalició van retirar el seu suport. Els motius del vot van ser la publicitat de detalls de l'acord d'armes amb Israel i l'anomenat "escàndol del ruble": la venda de 2.300 milions de rupies. Rbls, retirats de la circulació durant la reforma monetària estoniana de 1992, a la República Txetxèna separatista d'Itxkèria, duta a terme pels associats de Laar en una empresa privada estoniana, Maag, sense consultar el Parlament.
El 1999 va formar el seu segon govern, que va destacar pel gran impuls donat a l'economia del país en la preparació d'Estònia per entrar a la Unió Europea. L'executiu va deixar caure el 2002.
El 18 de maig de 1999, mentre el primer ministre Mart Laar era al costat de l'assessor de seguretat Jaan Tross, el cap del comtat de Võru, Robert Lepikson, i el director de coordinació de l'Oficina del Govern, Eerik-Niiles Kross, van disparar amb una escopeta a una foto d' Edgar Savisaar, líder del partit de l'oposició Keskerakond. Més tard va explicar que durant el tiroteig va actuar com a persona privada, no com a primer ministre. Mart Laar es va disculpar per aquest esdeveniment com a primer ministre i oficial de l'exèrcit.
A les eleccions parlamentàries d'Estònia de 2007 va ser el candidat a Primer Ministre per Unió de Pro Pàtria i Res Pública, sent els resultats decebedors (17,9%, 14% menys en comparació amb les eleccions anteriors).
Juntament amb Václav Havel, Filip Dimitrov, Árpád Göncz, Petr Pithart, Vytautas Landsbergis, Patricio Aylwin i altres líders de la transició, participa en el Comitè Internacional per a la Democràcia a Cuba.
Els resultats de les reformes radicals han estat reconeguts pel Cato Institute, que va atorgar a Laar el Premi Milton Friedman del Cato Institute per la Promoció de la Llibertat el 2006.